# Sleep Through the Static
Sleep Through the Static è il quarto album studio del cantautore Jack Johnson, uscito negli Stati Uniti il 5 febbraio 2008.
The effort è stato annunciato sul sito personale di Johnson as renovation began per l'uscita di questo nuovo album. È stato registrato alla L.A.'s Solar Powered Plastic Plant che ne fa il primo album di Johnson non registrato alle Hawaii.

## Tracce
1. All at Once
2. Sleep Through the Static
3. Hope
4. Angel
5. Enemy
6. If I Had Eyes
7. Same Girl
8. What You Thought You Need
9. Adrift
10. Go On
11. They Do, They Don't
12. While We Wait
13. Monsoon
14. Losing Keys